# Orlikowski III
Orlikowski III – kaszubski herb szlachecki, znany z jedynej pieczęci.

## Opis herbu
Opis z wykorzystaniem klasycznych zasad blazonowania:
W polu podkowa barkiem w dół, ze strzałą na opak w środku i gwiazdą na każdym ocelu. Klejnot - nad hełmem w koronie ramię zbrojne z szablą. Labry. Barwy nieznane.

## Najwcześniejsze wzmianki
Pieczęć przyłożona na dokumencie z 1793 roku, należąca do Jana Orlikowskiego, właściciela działu w Czarnoszycach, Wysokiej i Lutomia.

## Herbowni
Orlikowski. 
Jan Orlikowski należał do tego samego rodu, który odnotowano z herbami Orlikowski i Orlikowski II.